# Gerres phaiya
Gerres phaiya is een straalvinnige vissensoort uit de familie van mojarra's (Gerreidae). De wetenschappelijke naam van de soort is voor het eerst geldig gepubliceerd in 2001 door Iwatsuki & Heemstra.